# 峯大樹
峯 大樹（みね だいき、2001年7月17日 - ）は、日本の男性キックボクサー。大阪柏原市出身。元RKSバンタム級王者
若獅子会館所属

## 経歴
3歳から格闘技を初め、アマチュア時代にK-1甲子園に出場経験もあり、K-1王者椿原龍矢とも対戦している。
2019年にKrushレビューで見事に勝利を収める。
K-1 WORLD GP 2021 JAPAN ～K’FESTA.4 Day.1～で高橋 享祐と対戦し、3RにKO勝ちをし会場を沸かせた。
2022年4月30日に大村選手との試合が決まっている。
若獅子会館に所属していて髙橋直輝やMOEなどK-1で活躍している選手がいる。　　

2022年12月3日K-1大阪大会で月心会チーム侍の野田蒼と対戦が決定。
普段から仲がよく、一緒にご飯を食べに行ったりしていた。
ファンは見たくないという声も多くあるが、本人は絶対勝つと意気込みを語っている。

大阪大会では応援シートがどの選手よりもきれいにして帰っており、峯大樹のファンには悪い人はいないと言うことが証明された。
Bigbangのタイトルマッチでは板橋と対戦。0-1でドローとなり王者奪還はできなかった。

## 戦績
| キックボクシング 戦績 | キックボクシング 戦績 | キックボクシング 戦績 | キックボクシング 戦績 | キックボクシング 戦績 | キックボクシング 戦績 | キックボクシング 戦績 |
| --------------------- | --------------------- | --------------------- | --------------------- | --------------------- | --------------------- | --------------------- |
| 17 試合               | (T)KO                 | 判定                  | その他                | 引き分け              | 無効試合              |                       |
| 9 勝                  | 3                     | 6                     | 0                     | 1                     | 0                     |                       |
| 7 敗                  | 0                     | -                     | 0                     | 1                     | 0                     |                       |

| 勝敗 | 対戦相手     | 試合結果              | 大会名                                                   | 開催年月日     |
| △    | 板橋武留     | 3R終了判定0-1         | Super Bigbang 2023 【Bigbangバンタム級タイトルマッチ】   | 2023年12月3日  |
| ○    | 鈴木太尊     | 3R終了+延長判定3-0    | Bigbang46                                                | 2023年6月18日  |
| ×    | 野田蒼       | TKO1R 1分30秒         | K-1 WORLD GP 2022 JAPAN〜大阪                            | 2022年12月3日  |
| ×    | 壬生狼一輝   | 3R終了判定0-3         | ECO信頼サービス株式会社 PRESENTS K-1 WORLD GP 2022 JAPAN | 2022年8月11日  |
| ○    | 大村修輝     | 3R+延長1R終了 判定3-0 | krush.136                                                | 2022年4月30日  |
| ×    | 松谷桐       | 3R終了判定0-2         | krush.132                                                | 2021年12月18日 |
| ×    | 池田幸司     | 3R終了判定3-0         | krush.128                                                | 2021年8月21日  |
| ○    | 高橋 享祐    | 3R 1分19秒KO          | K-1 WORLD GP 2021 JAPAN ～K’FESTA.4 Day.1～              | 2021年3月21日  |
| ×    | 萩原秀斗     | 3R終了判定3-0         | Krush.118                                                | 2020年10月17日 |
| ○    | 藤田 和希    | 3R終了判定3-0         | krush.109                                                | 2019年12月15日 |
| ○    | 細川 雄司    | 3R終了判定3-0         | RKS GOLD RUSH 5                                          | 2019年10月20日 |
| ○    | 奥脇一哉     | 3R終了判定3-0         | Bigbang 統一への道 其の44                                | 2019年6月7日   |
| ○    | クロダッシュ | 判定3-0               | RKSゴールドラッシュ                                      | 2019年05月12日 |
| ○    | KING TSUBASA | 判定1-2               | MAキック RKSゴールドラッシュ 2                           | 2018年10月20日 |

### アマチュアキックボクシング
| 勝敗 | 対戦相手  | 試合結果    | 大会名                                                                   | 開催年月日     |
| ×    | 笠見 瑠伊 | 判定0-3     | ガスワン Presents K-1甲子園2018 -55kg トーナメント準々決勝               | 2018年7月29日  |
| ○    | 星 憂雅   | 判定2-1     | ガスワン Presents K-1甲子園2018 -55kg トーナメント二回戦                 | 2018年7月29日  |
| ○    | 赤堀 翔優 | 判定3-0     | ガスワン Presents K-1甲子園2018 -55kg トーナメント一回戦                 | 2018年7月29日  |
| ×    | 椿原龍矢  | 延長判定0−3 | K-1甲子園2017 ～高校生日本一決定トーナメント～ -55kg二回戦/2分3R・延長1R | 2017年11月23日 |

## 獲得タイトル
- RKSバンタム級王者
- S-1フライ級・バンタム級チャンピオン